# Nullstab

Nullstabregeln

Nullstäbe sind Stäbe im Fachwerk, die unter einer vorgegebenen Lasteinwirkung nach Theorie 1. Ordnung weder Zug- noch Druckkräfte erfahren, also nach der Fachwerktheorie spannungslos sind. Sie können allerdings trotzdem Nebenspannungen aufweisen. Ein Stab, der bei einem Lastfall ein Nullstab ist, kann bei einem anderen Lastfall durchaus ein Druck- oder Zugstab sein.
Es gibt mehrere Regeln, um Nullstäbe in einem Fachwerk zu erkennen. Die drei bekanntesten folgen aus dem Knotengleichgewicht (im System können weitere Nullstäbe enthalten sein), vgl. Abb.:
1. Wenn an einem unbelasteten Knoten zwei Stäbe angeschlossen sind, die nicht in gleicher Richtung liegen, so sind sie Nullstäbe.
2. Wenn an einem belasteten Knoten zwei Stäbe und zusätzlich eine Kraft angeschlossen sind, und die Kraft (die äußere Belastung) die gleiche Richtung wie einer der beiden Stäbe hat, so ist der andere ein Nullstab.
3. Wenn an einem unbelasteten Knoten drei Stäbe angeschlossen sind und davon zwei in gleicher Richtung liegen, so ist der dritte ein Nullstab.